# Pendulum (Creedence-Clearwater-Revival-Album)
Pendulum ist das sechste Album der US-amerikanischen Rockband Creedence Clearwater Revival und erschien im Dezember 1970 bei dem Plattenlabel Fantasy Records. Die LP erschien während des musikalischen Höhepunkts der Band und war deswegen bereits über eine Million Mal vor der Erscheinung bestellt. Allerdings hatte sich der Stil von Creedence Clearwater Revival sehr gewandelt, auf diesem Album waren plötzlich Instrumente wie Saxophon, Hammond-Orgel und Dobro zu hören. Dadurch wurden viele Fans enttäuscht, die den typischen Sound vermissten.

## Titelliste
Alle Stücke wurden von John Fogerty geschrieben.
1. Pagan Baby – 6:25
2. Sailor’s Lament – 3:49
3. Chameleon – 3:21
4. Have You Ever Seen the Rain? – 2:40
5. (Wish I Could) Hideaway – 3:47
6. Born to Move – 5:40
7. Hey Tonight – 2:45
8. It’s Just a Thought – 3:56
9. Molina – 2:44
10. Rude Awakening, No. 2 – 6:22

## Musiker
- Doug Clifford – Schlagzeug
- Stu Cook – Bass
- John Fogerty – Gitarre, Mundharmonika, Gesang, Hammond-Orgel, Saxophon
- Tom Fogerty – Rhythmusgitarre, Gesang

## Produktion
- Producer: John Fogerty
- Engineers: Russ Gary, Kevin L. Gray, Steve Hoffman
- Mixing: Russ Gary
- Mastering Supervisor: Tamaki Beck
- Mastering: Kevin L. Gray, Steve Hoffman, Shigeo Miyamoto
- Production Coordination: Roberta Ballard
- Pre-Production: Marcia McGovern
- Arranger: John Fogerty
- Coverdesign: Ed Caraeff, Richard Edlund, Wayne Kimbell
- Design: Richard Edlund, Wayne Kimbell
- Coverfoto: Ed Caraeff, Wayne Kimbell, Baron Wolman
- Liner Notes: Joel Selvin

## Charts
Album
| Jahr | Chart        | Platz |
| ---- | ------------ | ----- |
| 1971 | Black Albums | 28    |
| 1971 | Pop Albums   | 5     |

Singles
| Jahr | Single      | Chart       | Platz |
| ---- | ----------- | ----------- | ----- |
| 1971 | Hey Tonight | Pop Singles | 8     |